# José Goñi (pelotari)
José Goñi, apodado Porteño (Chivilcoy (Provincia de Buenos Aires), hacia 1873- 1930), fue un pelotari de la especialidad de pelota mano y de la modalidad de trinquete. Fue considerado en su época como el más grande jugador de trinquete a mano de principios del siglo XX.

## Biografía
José Goñi nació el 1 de agosto de 1873 en Chivilcoy, Provincia de Buenos Aires. En varios de los apuntes biográficos sobre Goñi se ha destacado que se desconocía la fecha exacta de su nacimiento, por carecer de la partida de bautismo. Es una afirmación errónea, puesto que existe el referido documento. Por él sabemos que era hijo de navarro (Martín Goñi Iraizoz, Odieta)  y de la guipuzcoana (Telesfora Erostarbe Elorza, de Oñate) que habían emigrado a la Argentina.
Como muchos argentinos de ascendencia vasca, Goñi se crio desde pequeño jugando en las canchas de pelota que había en Argentina. Con solo 13 años jugaba ya a mano contra pelotaris adultos. En los años siguientes se ganó una gran reputación en los trinquetes de la provincia de Buenos Aires y Uruguay donde jugó a lo largo de más de una década.
Su fama traspasó fronteras y llegó hasta el País Vasco francés. En 1897 un empresario decidió llevarle a jugar a Europa. No pudiendo presentar la  de documentación precisa para el embarque, el empresario utilizó la de otro pelotari, Ignacio Torrea, apodado Tábano para arreglar su viaje. Fue así como José Goñi llegó en 1897 al País Vasco Francés suplantando la personalidad de Torrea. El auténtico Tábano nunca llegó a pisar las canchas de Francia. 
En 1897 debutó en el trinquete de Saint Palais, principal cancha de la especialidad de mano que existía en la época, utilizando ya el apodo que le haría famoso, Porteño. Luego recorrió la mayor parte de los trinquetes del País Vasco Francés triunfando son su juego durante algunos meses y decidió volver a su tierra natal en el otoño de 1897. Retornó en 1899 al País Vasco Francés para una estancia que se prolongó hasta el mes de noviembre de 1906. Su cenit deportivo hay que situarlo entre 1899 y 1902. Durante estos años de su segunda etapa fue considerado sin duda el mejor pelotari de la especialidad, siendo siempre cabeza de cartel; enfrentándose y venciendo mano a mano a los mejores pelotaris del momento, entre ellos Chiquito de Azcoitia o Chiquito de Cambó, Urcelay, Zamorano, Gorostiague, Dongaitz, etc. Su año más glorioso fue 1900 cuando triunfó en las canchas de Hasparren, Cambo-les-Bains, Bayona, San Juan de Luz y Behovia.
En el juego por parejas, su versatilidad le permitía jugar tanto de delantero como de zaguero.
A partir de 1902, su estrella empezó a declinar, dejó de ser el indiscutible número uno y empezó a perder cada vez más partidos, aunque en ocasiones (cada vez más puntuales) mostraba destellos de su gran calidad. La explicación a su decadencia cabe buscarla en su excesiva afición a la bebida. Sintiéndose relegado y olvidado, tuvo un intento fallido de suicidio en el que intentó ahorcarse. Recuperado del mismo jugó uno de los partidos más emotivos que se le recuerdan. Al poco del intento de suicidio y todavía convaleciente de la herida que se había producido en el cuello jugó un partido contra uno de los hermanos Dongaitz. Casi al final del partido se abrió la herida del cuello y Porteño comenzó a sangrar de ella; aunque los jueces intentaron parar el partido, Porteño se cambió el pañuelo ensangrentado que llevaba al cuello por otro limpio y fue a sacar para jugar el último tanto. Ganó el partido entre una atronadora salva de aplausos ante el respeto del público y de su rival.
Los últimos partidos los disputó en el verano de 1906, y los jugó enfrentándose a rivales de máximo nivel. Sin embargo, decidió que era llegado el momento de la retirada y volvió a Buenos Aires en 1906. El Amiral Troude zarpó el 4 de noviembre del puerto de Burdeos y finalizó la travesía el 1 de diciembre. El alcohol y la sífilis fueron los causantes de la retirada de Goñi-Porteño de las canchas de pelota. 
José Goñi-Porteño murió en noviembre de 1930 en Buenos Aires. Sus restos reposan en la actualidad en el panteón familiar de los Goñi en Chivilcoy.